# خليج غريغنانو
خليج غريغنانو يُمثل خليج غريغنانو جزء صغير من تكوين خليج ترييستي. فهو يقع في حوالي 4 أميال من مدينة مولو اويديس وساحة ديلونيتا ديتاليا وسط مدينة تريستي. يُعد خليج غريغنانو أحد أغنى الخلجان بالحياة البحرية، وهو منطقة محمية بيئيًا. تطل على الخليج مدينة كاستيلو دي ميرامار، تقع في نهاية الرصيف الوحيد الصغير الذي يمكن من خلاله رؤية تمثال أبو الهول.